# Javier Echevarría

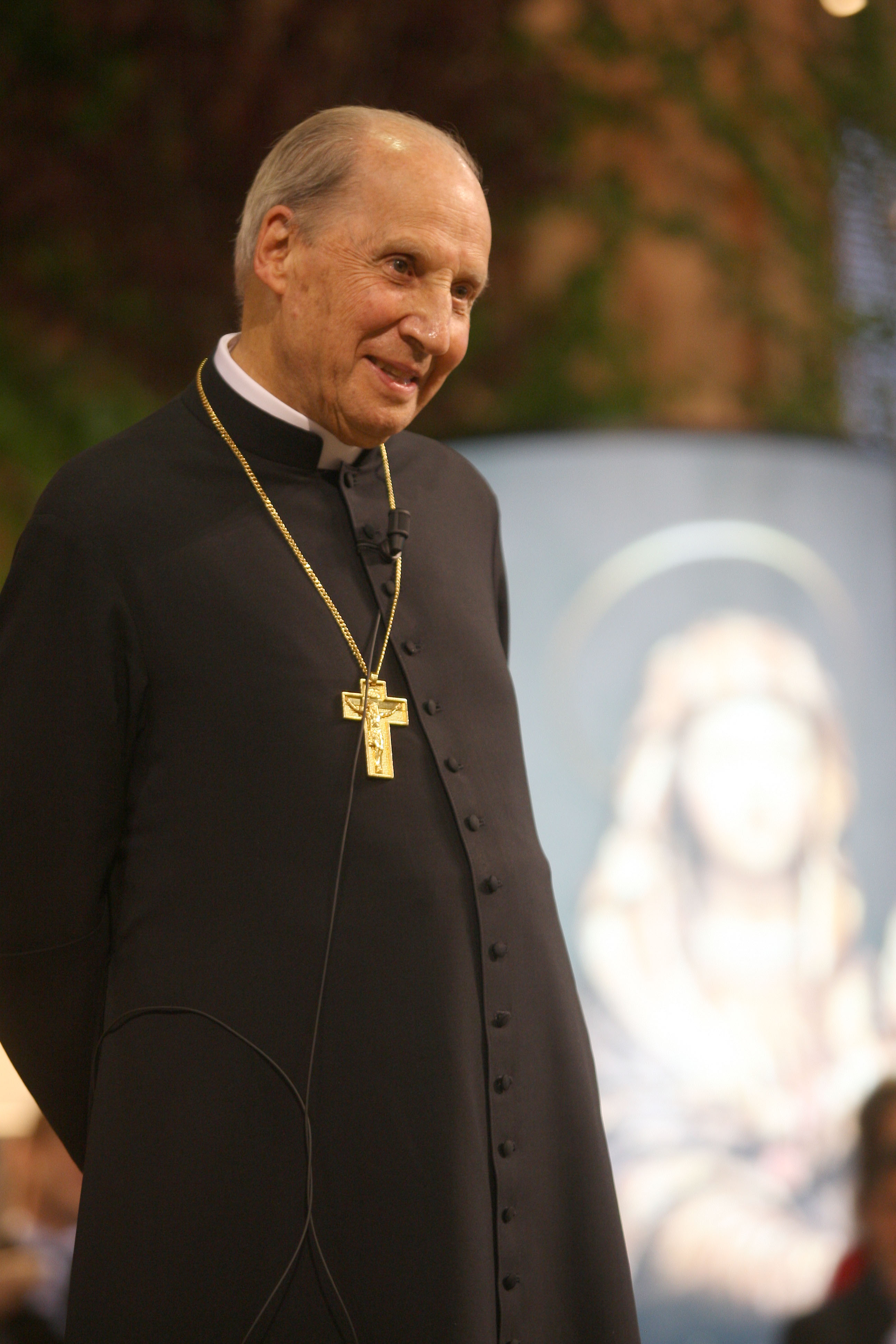
Javier Echevarría

Wappen von Javier Echevarría Rodríguez

Javier Echevarría Rodríguez (* 14. Juni 1932 in Madrid, Spanien; † 12. Dezember 2016 in Rom) war Prälat des Opus Dei mit Sitz in Rom.

## Leben
Echevarría wurde am 14. Juni 1932 in Madrid als jüngstes von acht Kindern geboren und erhielt seine Schulbildung bei den Marianisten in San Sebastian und Madrid. Er begann ein Studium der Rechtswissenschaften an der Universität Madrid, das er in Rom fortsetzte. Echevarría wurde 1953 in Kirchenrecht am Angelicum in Rom und 1955 in Zivilrecht an der römischen Lateranuniversität promoviert. Er gehörte seit seiner Studentenzeit in Madrid (1948) dem Opus Dei an und empfing am 7. August 1955 die Priesterweihe. Von 1960 bis 1964 war er Professor für Moraltheologie an der Päpstlichen Universität vom Heiligen Kreuz in Rom.
1953 wurde er Sekretär des später heiliggesprochenen Opus-Dei-Gründers Josemaría Escrivá und blieb dies bis zu dessen Tod 1975. Seit 1966 war er Mitglied des Generalrates des Opus Dei. Als Álvaro del Portillo im Jahre 1975 Escrivá an der Spitze des Opus Dei nachfolgte, wurde Echevarría Generalsekretär. Mit der Errichtung des Opus Dei als Personalprälatur 1982 wurde er deren Generalvikar. Seit 1981 war er Konsultor der Kongregation für die Selig- und Heiligsprechungsprozesse und seit 1995 der Kleruskongregation.
Papst Johannes Paul II. ernannte Echevarría am 20. April 1994 zum Prälaten des Opus Dei und am 21. November 1994 zum Titularbischof von Cilibia. Er spendete ihm persönlich am 6. Januar 1995 im Petersdom die Bischofsweihe; Mitkonsekratoren waren die Kurienerzbischöfe Giovanni Battista Re und Jorge María Mejía.
Von Amts wegen war Echevarría Großkanzler der Päpstlichen Universität vom Heiligen Kreuz, der Universität Navarra und der Universidad de Piura (Peru).
Im Dezember 2016 starb Echevarría 84-jährig an den Folgen einer Lungenentzündung. Als sein Nachfolger als Prälat des Opus Dei wurde Fernando Ocáriz Braña gewählt und am 24. Januar 2017 von Papst Franziskus bestätigt.

## Schriften
- Memoria del Beato Josemaría Escrivá, entrevista con Salvador Bernal. Rialp, Madrid 2000, ISBN 978-8432133053.
- Itinerarios de Vida Cristiana. Editorial Planeta, Barcelona 2001, ISBN 978-8408037859.
- Para servir a la Iglesia: homilías sobre el sacerdocio (1995–1999). Ediciones Rialp, Madrid 2001, ISBN 978-8432133589.
- Eucaristía y vida cristiana. Rialp, Madrid 2005, ISBN 978-8432135576.
- Getsemaní. Planeta Testimonio, Barcelona 2005, ISBN 978-8408057857.
- Paths to God – Building a Christian Life in the 21st Century. Scepter Publishers, New York City 2010, ISBN 978-1594170850.
- Tut dies zu meinem Gedächtnis – Die heilige Messe im Leben des Christen. Adamas-Verlag, Köln 2011, ISBN 978-3937626178.